# Giro delle Fiandre 1999
Il Giro delle Fiandre 1999, ottantatreesima edizione della corsa e valido come secondo evento della Coppa del mondo di ciclismo su strada 1999, fu disputato il 4 aprile 1999, per un percorso totale di 270 km. Fu vinto dal belga Peter Van Petegem, al traguardo con il tempo di 6h15'00" alla media di 43,2 km/h.
Partenza a Bruges con 189 corridori; 73 di essi portarono a termine il percorso.

## Squadre partecipanti
| N.      | Cod. | Squadra                               |
| ------- | ---- | ------------------------------------- |
| 1-8     | MAP  | Mapei-Quick Step                      |
| 11-18   | LOT  | Lotto-Mobistar                        |
| 21-28   | RAB  | Rabobank                              |
| 31-38   | CSO  | Casino-Ag2r                           |
| 41-48   | TVM  | TVM-Farm Frites                       |
| 51-58   | C.A  | Crédit Agricole                       |
| 61-68   | KEL  | Kelme-Costa Blanca                    |
| 71-78   | COF  | Cofidis, le Crédit par Téléphone      |
| 81-88   | PLT  | Team Polti                            |
| 91-98   | SAE  | Saeco-Cannondale                      |
| 101-108 | FES  | Festina-Lotus                         |
| 111-118 | CTA  | Cantina Tollo-Alexia Alluminio Italia |
| 121-128 | FDJ  | Française des Jeux                    |

| N.      | Cod. | Squadra                       |
| ------- | ---- | ----------------------------- |
| 131-138 | VIT  | Vitalicio Seguros             |
| 141-148 | TEL  | Team Deutsche Telekom         |
| 151-158 | ONC  | ONCE-Deutsche Bank            |
| 161-168 | MER  | Mercatone Uno-Bianchi         |
| 171-178 | LAM  | Lampre-Daikin                 |
| 181-188 | VIN  | Vini Caldirola-Sidermec       |
| 191-198 | RIS  | Riso Scotti-Vinavil           |
| 201-208 | USP  | US Postal Service             |
| 211-218 | VLA  | Vlaanderen 2002-Eddy Merckx   |
| 221-228 | COS  | Collstrop-De Federale Verzek. |
| 231-238 | PAL  | Palmans-Ideal                 |
| 241-248 | TON  | Tönissteiner-RDM-Colnago      |

## Ordine d'arrivo (Top 10)
| Pos. | Corridore           | Squadra     | Tempo    |
| ---- | ------------------- | ----------- | -------- |
| 1    | Peter Van Petegem   | TVM         | 6h15'00" |
| 2    | Frank Vandenbroucke | Cofidis     | s.t.     |
| 3    | Johan Museeuw       | Mapei       | a 1"     |
| 4    | Michele Bartoli     | Mapei       | a 8"     |
| 5    | Zbigniew Spruch     | Lampre      | s.t.     |
| 6    | Markus Zberg        | Rabobank    | s.t.     |
| 7    | Andrei Tchmil       | Lotto       | s.t.     |
| 8    | Tristan Hoffman     | TVM         | s.t.     |
| 9    | Denis Zanette       | Polti       | s.t.     |
| 10   | Lars Michaelsen     | F. des Jeux | s.t.     |